# Breiseh
Breiseh (tiếng Ả Rập: البريصة) là một ngôi làng Syria nằm ở Al-Tamanah Nahiyah ở huyện Maarrat al-Nu'man, Idlib. Theo Cục Thống kê Trung ương Syria (CBS), Breiseh có tổng dân số 616 người trong cuộc điều tra dân số năm 2004.